# Bora Bora (atolón)
Bora Bora (en francés: Bora-Bora; en tahitiano: Pora Pora) es una de las islas de Sotavento, de las islas de la Sociedad, en la Polinesia Francesa. La verdadera ortografía de su nombre era Pora Pora ('primera nacida' en tahitiano). Se la llama también May ti pora ('creada por los dioses').
Se trata de una isla del tipo atolón de 29,3 kilómetros cuadrados con una zona central montañosa que está rodeada por una barrera de arrecife coralina y de islotes. Alberga el aeropuerto de Bora Bora.

## Historia

### Antigüedad
Según cuenta una leyenda, Bora Bora habría sido la primera isla extraída del océano después de la creación de Havai'i (conocida actualmente como Raiatea), de ahí su nombre, que se debe pronunciar Pora Pora y que habría significado: nació el primero. Bora Bora sería así la segunda isla colonizada por el pueblo polinesio oriental, después de la primera que sería la isla de Raiatea. 
Ningún yacimiento arqueológico de Bora Bora es hoy por hoy tan antiguo como los de Maupiti y Huahine (alrededor del año 900 de nuestra era). Se considera que puede ser que los primeros pueblos polinesios se instalaron sobre aquella época, y que procedían de las islas de Samoa y/o de Tonga. Según las excavaciones arqueológicas efectuadas en otras islas del archipiélago de las Islas Marquesas, cabe también la posibilidad de que los primeros pobladores se instalaran sobre el siglo IV, antes de que llegaran a poblar toda la Polinesia oriental; pero nuevos resultados podrían poner en entredicho esta teoría y poner de manifiesto que, como sostiene la tradición, la cercana isla de Raiatea fuese el primer centro de dispersión de los polinesios orientales. 

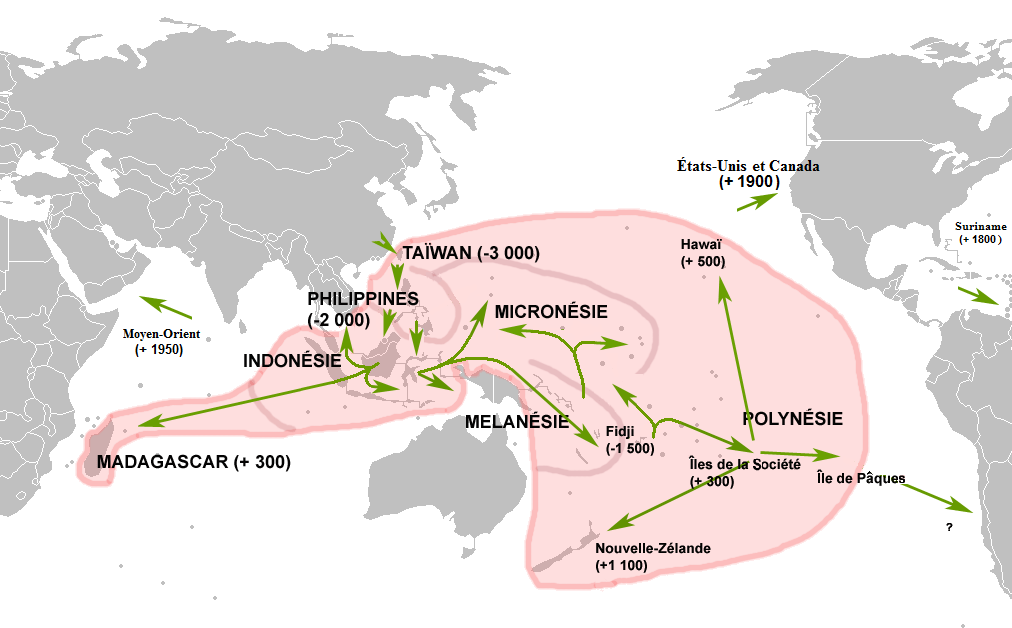
Las migraciones austronesias

La hipótesis de las migraciones austronesias, desde el Sudeste asiático es apoyada por numerosas pruebas lingüísticas, biológicas y arqueológicas. Por ejemplo, las lenguas de las Fiyi y de Polinesia pertenecen al mismo subgrupo oceánico, el Fiyi-polinesio, que forma parte de la gran familia de las lenguas austronesias. 
Esta migración, a través de varios centenares de kilómetros de océano, fue posible por el empleo de piraguas a balancín que podían alcanzar varias decenas de metros de longitud y transportar familias, plantas con cepellón en cestas y animales domésticos. Así pues, en 1769, James Cook observa en Tahití un barco de 33 metros de longitud, pudiendo navegar a vela o con remos. En el año 2010, una expedición sobre una piragua simple a balancín y a vela efectuó con éxito el viaje de asentamiento a la inversa, de Tahití a Asia. 
En cualquier caso, se puede pensar que los primeros habitantes de Bora Bora habían llevado con ellos, como en otros archipiélagos polinesios, el perro, el cerdo, el pollo, la rata y distintas plantas útiles que sabían cultivar. Los restos que historiadores y arqueólogos han hallado también ponen de manifiesto que también sabían extraer parte de los recursos del mar y que eran expertos en el arte del tallado de la piedra para fabricar herramientas. Lo que parece que sí llegaron a olvidar fue el arte de la alfarería, que había sido conocido por sus lejanos antepasados: los polinesios occidentales.
En Bora Bora —como en las demás islas de la Sociedad— surgió una sociedad tribal estratificada, dividida en ocho distritos, causa de constantes rivalidades y guerras entre las tribus. Las ocho tribus eran (en el sentido de las agujas del reloj, de norte a sur): Hitiaa, Tipoto, Anau, Atitia, Amanahune (Faʻanui), Nunue y Tevaitapu en la isla principal y Ativahia en el gran motu Tooupua en el oeste. De ellas, las tres subcomunidades (Communes associées) Anau, Faʻanui y Nunue siguen siendo la división política actual.
Un signo externo de una sociedad muy belicosa son dos fuertes en Pahia, cuyos restos aún son visibles hoy en día. Consistían en un elaborado sistema de murallas de tierra y piedra, fosos y plataformas.

### Bora Bora hasta elsigloXVIII
Se trata de una isla pequeña pero, que a la vez, fue una potencia religiosa y bélica. La historia de Bora-Bora se caracteriza por la rivalidad de dos clanes, el primero situado en el entorno de Faanui, que agrupaba las familias adjuntas al lugar de culto de los dioses polinesios o «marae» de Farerua; y el segundo que agrupa a las familias de Nunue y Anau, en torno al «marae» Vaiotaha. Este marae de Vaiotaha fue por otra parte durante mucho tiempo uno de los más importantes centros religiosos de la Polinesia.
Bora-Bora por otra parte también se caracterizaba por la rivalidad con la isla de Raiatea por la hegemonía del poder religioso. Hasta un determinado tiempo, se distingue un determinado paralelismo de las instituciones entre Bora Bora y Raiatea, que hace pensar que las dos islas ejercen conjuntamente el poder religioso y político sobre las otras Islas de Sotavento. Sin embargo, es Raiatea la que termina por ser el centro del poder religioso, en detrimento de Bora-Bora. 
Por otro lado, la isla de Bora-Bora conserva un poder bélico especialmente potente, que se expresa a la vez en guerras internas entre los clanes bora-borenses y en guerras externas con los habitantes de las islas rivales.
El explorador neerlandés Jakob Roggeveen hace la primera mención documentada de la isla en 1722. James Cook lo indica en 1769 y en 1777.
El misionero y explorador Daniel Tyerman describe las fortificaciones en el atolón, que seguían intactas en la primera mitad del siglo XIX

Esa mañana visitamos dos "pari", como los llaman los nativos, en la alta montaña de Pahia. Se trataba de burdas fortificaciones en las últimas laderas accesibles de la montaña. Encerraban un área considerable, dividida con fuertes muros que no sólo funcionaban como meros límites, sino que estaban bien equipados con munición para repeler a los enemigos que subían. Estaban separadas por senderos y se extendían a lo largo de una cresta rocosa. Cada fortaleza tiene 800 m de longitud y consta de fortificaciones rudimentarias pero eficaces, bien adaptadas al entorno y a la forma de hacer la guerra de los nativos. La zona cuenta con árboles del pan, cocoteros, plátanos y otros árboles frutales, así como con fuentes de agua, por lo que una guarnición asediada pudo resistir durante meses. Debió ser muy difícil para los atacantes conseguir que se rindieran o asaltaran la fortaleza".
- Rev. Daniel Tyerman

### Reino Independiente
Bora Bora fue un estado soberano en el siglo XIX, anexado en 1895 a Francia, durante el gobierno de la reina Teriimaevarua III y de los principales jefes del reino.

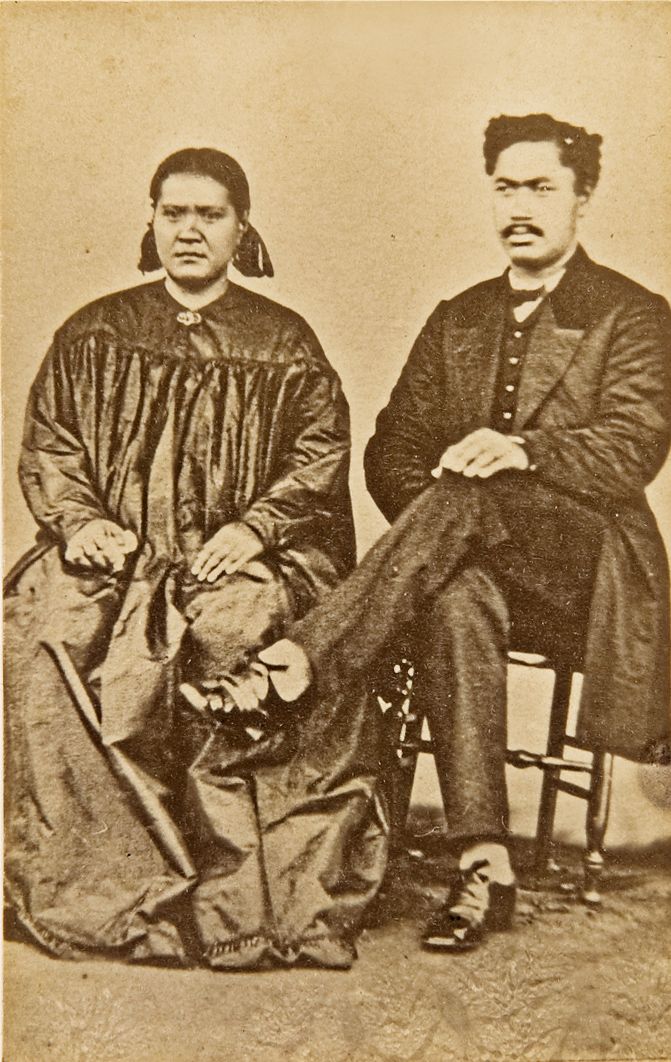
Reina de la isla de Bora Bora, Teriimaevarua II hija mayor de la reina Pomare de Tahití (1813-1877), y su marido en 1870

En el siglo XVIII, surge un gran jefe, llamado Puni (Teihotu Matarua), quien consiguió dominar los otros clanes de la isla de Bora-Bora. Se alió a continuación con los líderes de la isla de Tahaa (ubicada entre Bora Bora y Raiatea). Con esta alianza, alcanzó a dominar las islas Raiatea, Tahaa y Maupiti. En 1769, cuando James Cook desembarca en Tahaa y Raiatea, las islas ya están bajo la soberanía de Puni. A la muerte de Puni, su sobrino Tapoa I, jefe supremo de Bora-Bora, Raiatea y Tahaa, se instala en Raiatea, dejando así el poder local de Bora Bora a los caudillos May y Tefaaora, originarios de los poblados de Nunue y Anau, y adjuntos al Marae de Vaiotaha.
En los años 1810, el jefe May y 262 guerreros belicosos se alían con Pomare II, de Tahití, en su lucha contra el clan tahitiano de Teva. En 1815, la batalla de Fe'i Pi a Punaauia (en la isla de Tahití) significa la victoria del partido protestante (Pomare II que se convierte en 1812) contra el partido tradicionalista. El cristianismo se convierte así en la religión de los vencedores, y a su vuelta a Bora Bora en 1816, los guerreros de Bora Bora que lucharon en Tahití comparten su conocimiento de esta nueva religión con el resto de la población. El éxito fue tal que en 1818, los habitantes de Bora Bora reclaman a los misioneros de las islas de Moorea y de Huahine libros evangélicos y pastores protestantes para enseñar la nueva religión.
El reverendo Orsmond visita por primera vez la isla este mismo año, y se instala en Bora-Bora en 1820. El 12 de mayo de 1820, Tamatoa III, jefe de Raiatea, instaura un código de obediencia misionero compuesto de 25 artículos que se inspiran en el código de Tahití (el código Pomare) y prevén los métodos de aplicación de la justicia. El mismo año, el jefe May introduce este código legislativo en Bora-Bora y lo extiende a Maupiti. En 1822, la iglesia de Bora-Bora se inaugura en Vaitape, en el distrito de Nunue.
Al final de los años 1820, una gran parte de la población de Bora-Bora se adhiere al movimiento Mamaia. Este movimiento milenarista, nacido en la isla de Raiatea, fusiona las antiguas creencias y la nueva religión y pone en entredicho la autoridad de los misioneros protestantes. Cuando en 1826, se rechaza a los principales líderes de este movimiento de Raiatea, la herejía se propaga en todas las Islas de Sotavento, incluida Bora-Bora. 
La secta Mamaia gana tal influencia sobre Tahaa y Bora-Bora que en los años 1830 estas dos islas se alían para comprometerse en una guerra contra las de Raiatea y Huahine, las cuales permanecían fieles a los misioneros. El Jefe Tapoa II, responsable de la alianza y gran jefe de Tahaa fue sin embargo derrotado, y su esposa Pomare IV, reina de Tahití, se separa de él en 1831. Tapoa II se traslada y se instala entonces en Bora-Bora como gran jefe de la isla, a petición de los clanes May y Tafaaora. Tapoa II permanece, sin embargo, en buenos términos con su exesposa Pomare IV, e incluso, en 1841, adopta a una de sus hijas, Teriimaevarua, que designa como heredera.

Cuando en 1842, el reino de Tahití se coloca bajo el protectorado de Francia, Bora-Bora no fue incluida y no sufrió tampoco los desórdenes que provocaron. Sin embargo, Bora Bora se aprovecha de las repercusiones del asunto Pritchard, puesto que, para poner fin a la disputa franco-británica, el rey francés Luis Felipe ratifica el Convenio de Jarnac del 19 de junio de 1847, que reconoce la independencia de las Islas de Sotavento, entre las que se halla Bora-Bora. Las dos grandes potencias coloniales se comprometen a no tomar posesión de dichas islas, ni incluso a colocarlas bajo protectorado. Es, pues, sobre una isla independiente que Tapoa II reina hasta su muerte en 1860.

Bandera de Bora Bora

### Anexión a Francia
Bajo el reino de Teriimaevarua II, la situación internacional se modifica. En efecto, el convenio de Jarnac, garantizando la independencia de las Islas de Sotavento, sólo compromete a sus dos signatarios, Francia y Reino Unido. Ahora bien, a partir de 1878, Alemania parece interesarse de cerca por las Islas de Sotavento. 
En 1879, los alemanes intentan establecer alianzas con Raiatea y Bora-Bora. Las dos islas se niegan, y Teriimaevarua II informa al Gobierno francés de la tentativa alemana. Para Francia, se vuelve urgente derogar el convenio de Jarnac, con el fin de impedir la instalación de una potencia rival a las puertas de su colonia, tanto más que con la perspectiva de un futuro canal de Panamá, que haría que la posición de las Islas de la Sociedad se volviera estratégica.
Para hacer frente a las tentativas alemanas, Raiatea y Tahaa solicitan por otra parte la protección de Francia en 1880. Entre 1880 y 1887, estas dos islas se colocan bajo el protectorado provisional de Francia. En primer lugar, los jefes de clanes y la Reina de Bora-Bora se declaran por su parte listos para aceptar el protectorado francés, pendiente de un acuerdo con los británicos. Más tarde, serán hostiles a un cuestionamiento de su independencia por parte de Francia. 
Durante este tiempo, Francia e Inglaterra negocian la derogación del convenio de Jarnac, que ocurre en octubre de 1887. Esto conlleva la anexión de las Islas de Sotavento por parte de Francia, el 19 de marzo de 1898, y Bora-Bora deja de ser independiente y se convierte en un territorio francés. Es necesario, sin embargo, destacar que contrariamente a los habitantes del antiguo reino de Tahití, a los habitantes de Bora-Bora no se les concede la ciudadanía francesa. Como los otros habitantes de las Islas de Sotavento, los isleños pasan a ser sujetos al régimen del indigenado.

### Segunda Guerra Mundial
Durante la Segunda Guerra Mundial, y para hacer frente a la invasión japonesa durante la Guerra del Pacífico (1937-1945), el ejército estadounidense instala una base militar sobre la isla, bajo el nombre de «Operación Bobcat». A partir de 1942, cerca de 5000 militares y servicios auxiliares apoyados por una fuerza militar de nueve buques, y disponiendo de 20 000 toneladas de material, toman posesión de la isla aprovechando su ubicación estratégica y su forma especial que permite una fácil defensa gracias a sus características naturales. 

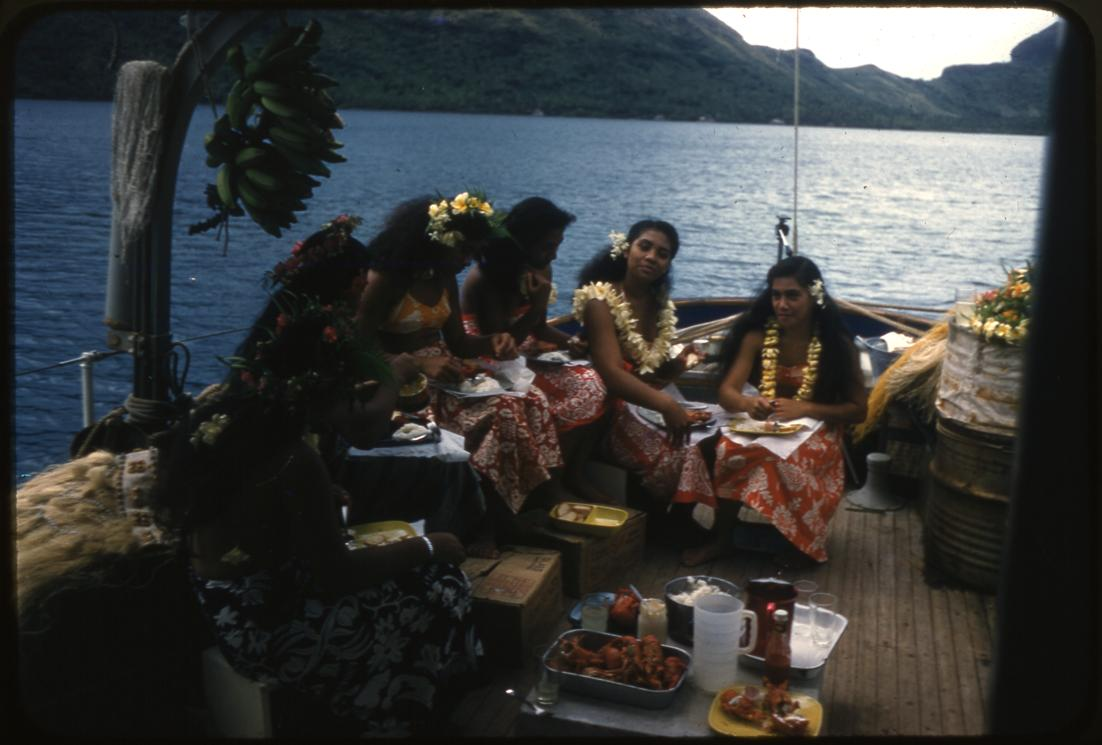
Bailarinas a bordo de una embarcación en Bora Bora. Año 1957.

Durante este período, los estadounidenses hacen trabajos en la isla: construcción de una pista de aterrizaje sobre el Motu Mute, modernización de la red de carreteras, base de hidroaviones, adaptación de los muelles de Vaitape, creación de una planta generadora de energía eléctrica. La isla es fortificada y en ella se instalan 7 potentes cañones de defensa costera (todavía visibles) así como antiaérea, en lugares estratégicos alrededor de la isla para protegerla contra un potencial ataque militar japonés. La pista aérea fue la mayor de la Polinesia. Sin embargo, la isla no asistió a ningún combate en su territorio, dado que la presencia estadounidense en la isla de Bora Bora y los avances aliados permitieron el alejamiento de los frentes de guerra.
El cierre oficial de la base militar de Bora Bora se efectuó el 2 de junio de 1946. A pesar de todo, a muchos estadounidenses les gustó su experiencia en la isla de Bora Bora, y el pueblo que los había acogido, y algunos decidieron permanecer y otros regresaron más tarde como turistas, y constituyen aún hoy una parte importante de sus visitas. Desgraciadamente esta apertura al exterior de Bora Bora pudo desvirtuar la isla: Inmigración, saturación en la construcción de hoteles, pérdida de identidad, hay quien opina que la isla perdió «su autenticidad original de antes de la guerra»,  que se puede seguir viendo en otras islas como Raiatea o Tahaa, por ejemplo.
Al final de la guerra, y con la resolución del gobierno francés del 24 de marzo de 1945, los habitantes de Bora Bora obtienen la ciudadanía francesa. A partir de 1958, la pista del aeropuerto construido por los estadounidenses permite la apertura de una conexión entre París y Bora Bora. Esta nueva línea aérea permitió la llegada de los primeros turistas a la isla. Pero es la transformación de la pista, así como de la consiguiente apertura en 1961 del aeropuerto internacional Tahití Faa'a, en la isla de Tahití, lo que va de verdad a permitir el desarrollo del turismo de masas en Bora Bora. El primer hotel abre el mismo año, en el sur de la isla. El 17 de mayo de 1972, Bora Bora accede entonces al estatus de municipio. Esta nueva figura jurídica y administrativa es una etapa esencial para el desarrollo de la isla.

## Geografía

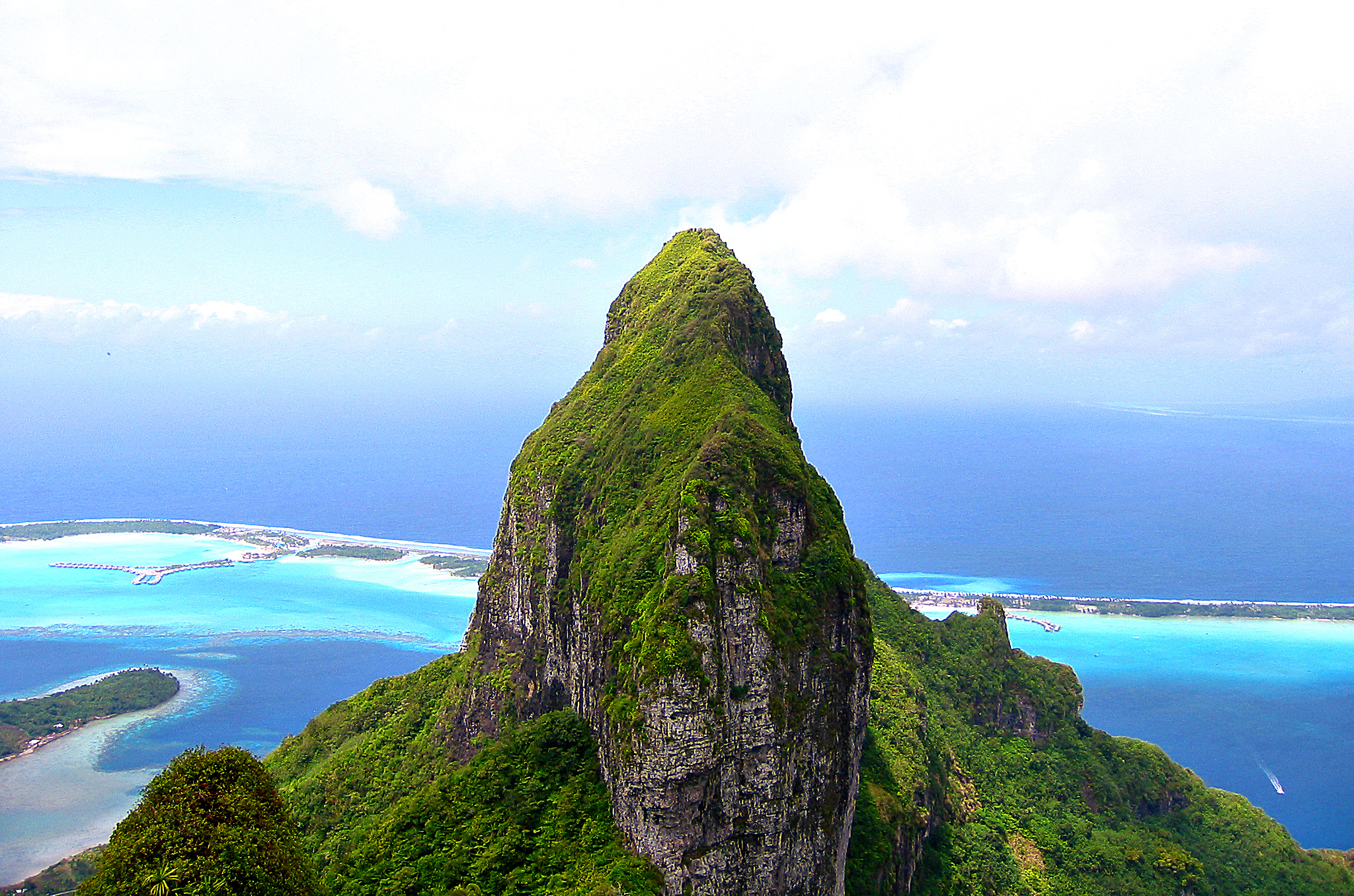
Vista del Monte Otemanu en Bora Bora

Se encuentra en las llamadas islas de la Sociedad, que forman parte de la Polinesia Francesa; y se encuentra situada al noroeste de Tahití, unos 260 km al noroeste de Papeete, Tahití. También tiene a su alrededor diversos motus, que son pequeños islotes alargados que suelen tener cierta anchura y vegetación. Uno de los motus más bellos y fotografiados de la Polinesia es el motu Tapu, sobre todo antes de que un huracán se llevase parte de las lenguas de arena que tenía en sus extremos. 

### Dimensiones
Este atolón del archipiélago de la Sociedad es de dimensiones bastante reducidas: la isla principal sólo mide 8 km de norte a sur y 5 km de este a oeste; la superficie total de Bora-Bora, incluidos islotes, es inferior a 39 km². Bora Bora tiene una extensión de 29,3 km² en la isla central montañosa, que es un volcán extinto, a su vez rodeado por una laguna separada del mar por un arrecife. El punto más alto es el monte Otemanu, de 727 metros.

### Descripción geográfica

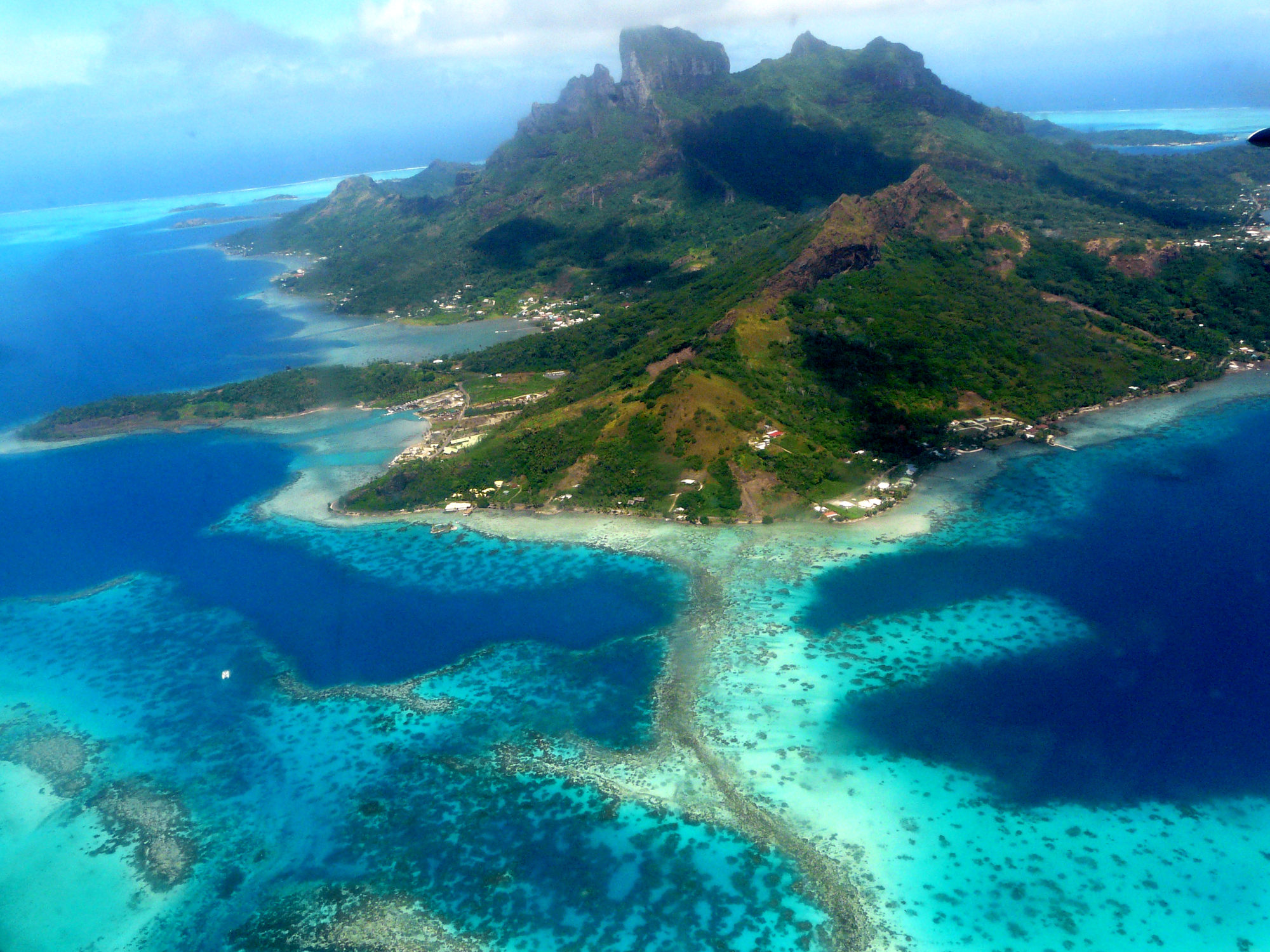
Vista aérea de la isla de Bora Bora

Bora Bora se formó por un volcán apagado, rodeado por una laguna y una franja de arrecife. Su cumbre es el monte Otemanu (727 m) situado al centro del atolón; otra cumbre, el monte Pahia, sobre la isla principal, alcanza 661 metros de altitud. 
La isla principal dispone de tres bahías abiertas sobre la laguna: la bahía de Faanui, la bahía de Tuuraapuo o bahía Povai al oeste, y la bahía Hitiaa al noroeste. La bahía de Tuuraapuo separa la isla principal de dos islotes de naturaleza volcánica: Toopua y Toopua-iti.
Unos arrecifes en forma de collar, de coral, rodean la isla central y la protegen del mar abierto como si fuese un dique. Se trata de un arrecife-barrera, que sólo presenta una apertura sobre el océano: el paso de Teavanui, situado al oeste de la isla principal, que permite a la mayoría de grandes buques de carga y a los cruceros el poder entrar en la laguna. 
Deben, no obstante, permanecer en un canal, ya que fuera de este, gran parte del agua de la laguna es poco profunda. El arrecife-barrera es muy amplio en algunos de sus tramos, donde supera dos kilómetros de anchura al suroeste de la isla. Al este y al norte de la isla, el arrecife soporta una serie de islotes constituidos por ruinas coralinas y arena (los motu). Precisamente, sobre uno de ellos que se sitúa al norte, el Motu Mute, es donde el ejército estadounidense construyó una importante base aérea durante la Segunda Guerra Mundial, y que actualmente se ha convertido en el aeropuerto de Bora-Bora. 

La laguna, muy abundante en pesca, es notable por su amplitud y su belleza. Su color varía con la profundidad: añil oscuro cuando ésta es importante (paso Teavanui, bahías de Poofai y Faanui), todos los matices pastel del azul y del verde en otras partes. Los corales, cuando están muy cerca de la superficie, junto con la fauna que los coloniza, llegan a lucir una gran variedad de colores: yema de huevo, rojo, azul o púrpura.

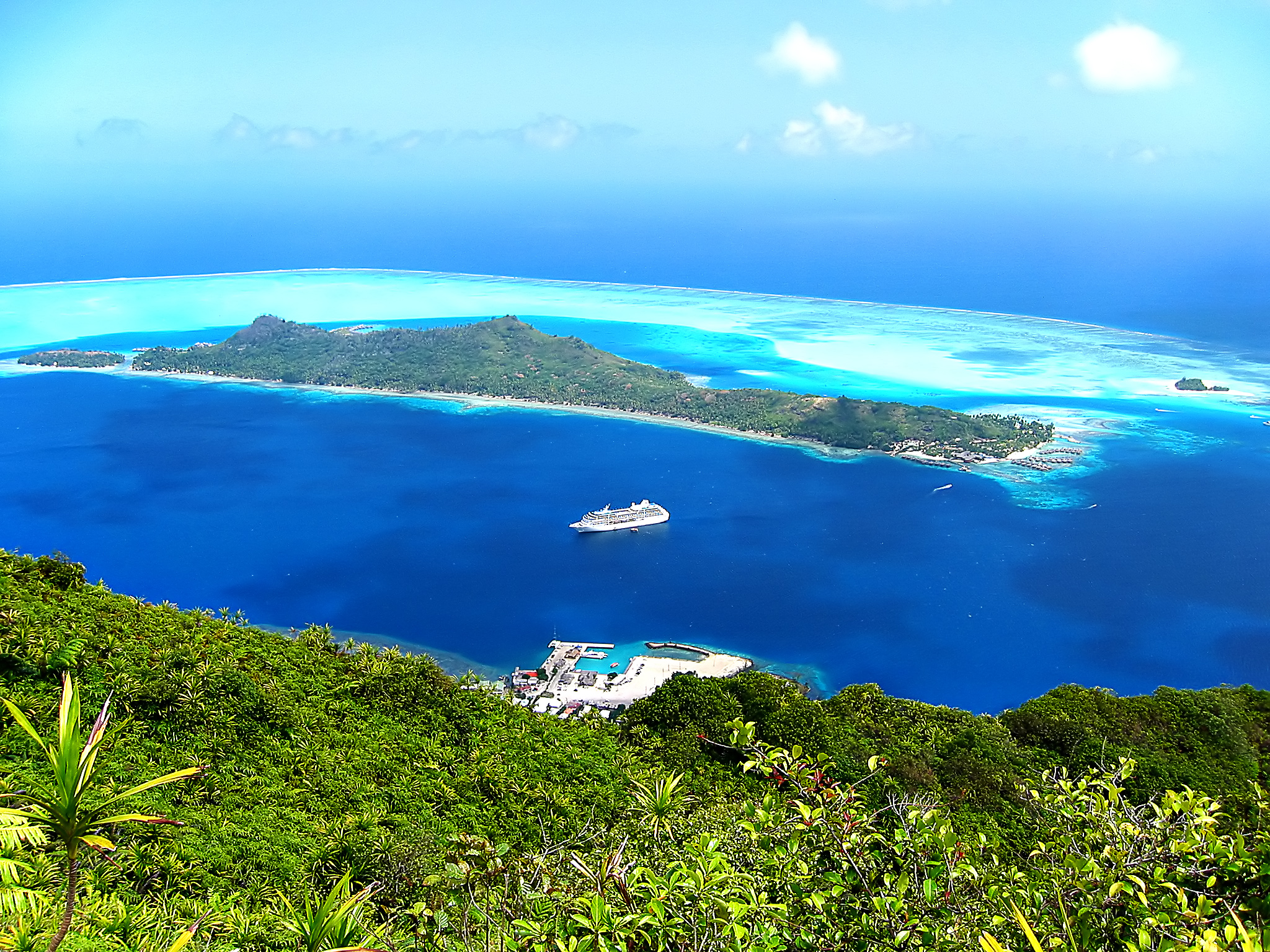
El islote o motu "Toopua"

### Origen geológico
Bora Bora forma parte de un conjunto de islas volcánicas vinculadas a la actividad de una zona peligrosa. Se trata de un volcán apagado, que fue activo en el Plioceno Superior (entre 3,45 y 3,10 millones de años), que después sufrió una depresión al menos parcial y una fuerte erosión bajo un clima tropical caliente y húmedo. 
La bahía de Tuuraapuo fue el cráter principal del volcán, cuyo desplomado borde suroeste, tan solo subsiste todavía en los islotes o «motu» Toopua y Toopua-iti, que culminan respectivamente a 148 m y 17 m, de altitud. Las rocas volcánicas son de tipo basáltico (esencialmente de los basaltos alcalinos y algunos hawaiites, así como algunas intrusiones de gabbro, sobre todo en el islote Toopua). Proceden mayoritariamente de vaciados, siendo muy raros los episodios explosivos.

### Clima
Bora Bora goza de un clima cálido durante todo el año, con temperaturas medias de entre 22 °C y 30 °C.
La temporada de lluvias se sitúa entre noviembre y abril, con un ambiente cargado y algunas tormentas a veces violentas que dan lugar a fuertes lluvias. Estas lluvias pueden durar varios días, pero esto no impide que haya muchos días soleados durante la estación húmeda. El nivel de humedad suele oscilar entre el 75 % y el 90 %, y a veces alcanza el 100 %. La estación seca se sitúa entre abril y octubre, con un clima cálido y bastante seco, pero los vientos alisios soplan a veces con fuerza. Los días siguen siendo soleados, pero aunque la estación seca está presente, esto no impide la aparición de algunos chubascos o incluso tormentas por la tarde.

Durante la estación seca, el nivel medio de humedad se mantiene entre el 45 y el 60 %, pero a veces este nivel sube espontáneamente hasta el 80 %, sobre todo por la noche, cuando el calor del suelo sigue siendo alto y supera un determinado umbral. Estas tormentas de la "estación seca" se producirán por la tarde.
| Parámetros climáticos promedio de Bora Bora, Polinesia Francesa | Parámetros climáticos promedio de Bora Bora, Polinesia Francesa | Parámetros climáticos promedio de Bora Bora, Polinesia Francesa | Parámetros climáticos promedio de Bora Bora, Polinesia Francesa | Parámetros climáticos promedio de Bora Bora, Polinesia Francesa | Parámetros climáticos promedio de Bora Bora, Polinesia Francesa | Parámetros climáticos promedio de Bora Bora, Polinesia Francesa | Parámetros climáticos promedio de Bora Bora, Polinesia Francesa | Parámetros climáticos promedio de Bora Bora, Polinesia Francesa | Parámetros climáticos promedio de Bora Bora, Polinesia Francesa | Parámetros climáticos promedio de Bora Bora, Polinesia Francesa | Parámetros climáticos promedio de Bora Bora, Polinesia Francesa | Parámetros climáticos promedio de Bora Bora, Polinesia Francesa | Parámetros climáticos promedio de Bora Bora, Polinesia Francesa |
| Mes                                                             | Ene.                                                            | Feb.                                                            | Mar.                                                            | Abr.                                                            | May.                                                            | Jun.                                                            | Jul.                                                            | Ago.                                                            | Sep.                                                            | Oct.                                                            | Nov.                                                            | Dic.                                                            | Anual                                                           |
| --------------------------------------------------------------- | --------------------------------------------------------------- | --------------------------------------------------------------- | --------------------------------------------------------------- | --------------------------------------------------------------- | --------------------------------------------------------------- | --------------------------------------------------------------- | --------------------------------------------------------------- | --------------------------------------------------------------- | --------------------------------------------------------------- | --------------------------------------------------------------- | --------------------------------------------------------------- | --------------------------------------------------------------- | --------------------------------------------------------------- |
| Temp. máx. media (°C)                                           | 30.0                                                            | 30.2                                                            | 30.5                                                            | 30.3                                                            | 29.5                                                            | 28.6                                                            | 28.1                                                            | 28.1                                                            | 28.6                                                            | 29.1                                                            | 29.4                                                            | 29.6                                                            | 29.3                                                            |
| Temp. mín. media (°C)                                           | 25.1                                                            | 25.3                                                            | 25.5                                                            | 25.5                                                            | 25.1                                                            | 24.2                                                            | 23.8                                                            | 23.8                                                            | 24.0                                                            | 24.3                                                            | 24.7                                                            | 24.8                                                            | 24.7                                                            |
| Lluvias (mm)                                                    | 268.7                                                           | 233.2                                                           | 176.9                                                           | 182.7                                                           | 129.8                                                           | 98.2                                                            | 83.3                                                            | 59.7                                                            | 65.5                                                            | 99.8                                                            | 203.7                                                           | 280.6                                                           | 1882.1                                                          |
| Horas de sol                                                    | 201.1                                                           | 202.6                                                           | 239.4                                                           | 219.8                                                           | 224.1                                                           | 224.5                                                           | 231.8                                                           | 248.4                                                           | 241.0                                                           | 230.5                                                           | 217.7                                                           | 207.0                                                           | 2687.9                                                          |
| Fuente: NOAA                                                    |                                                                 |                                                                 |                                                                 |                                                                 |                                                                 |                                                                 |                                                                 |                                                                 |                                                                 |                                                                 |                                                                 |                                                                 |                                                                 |

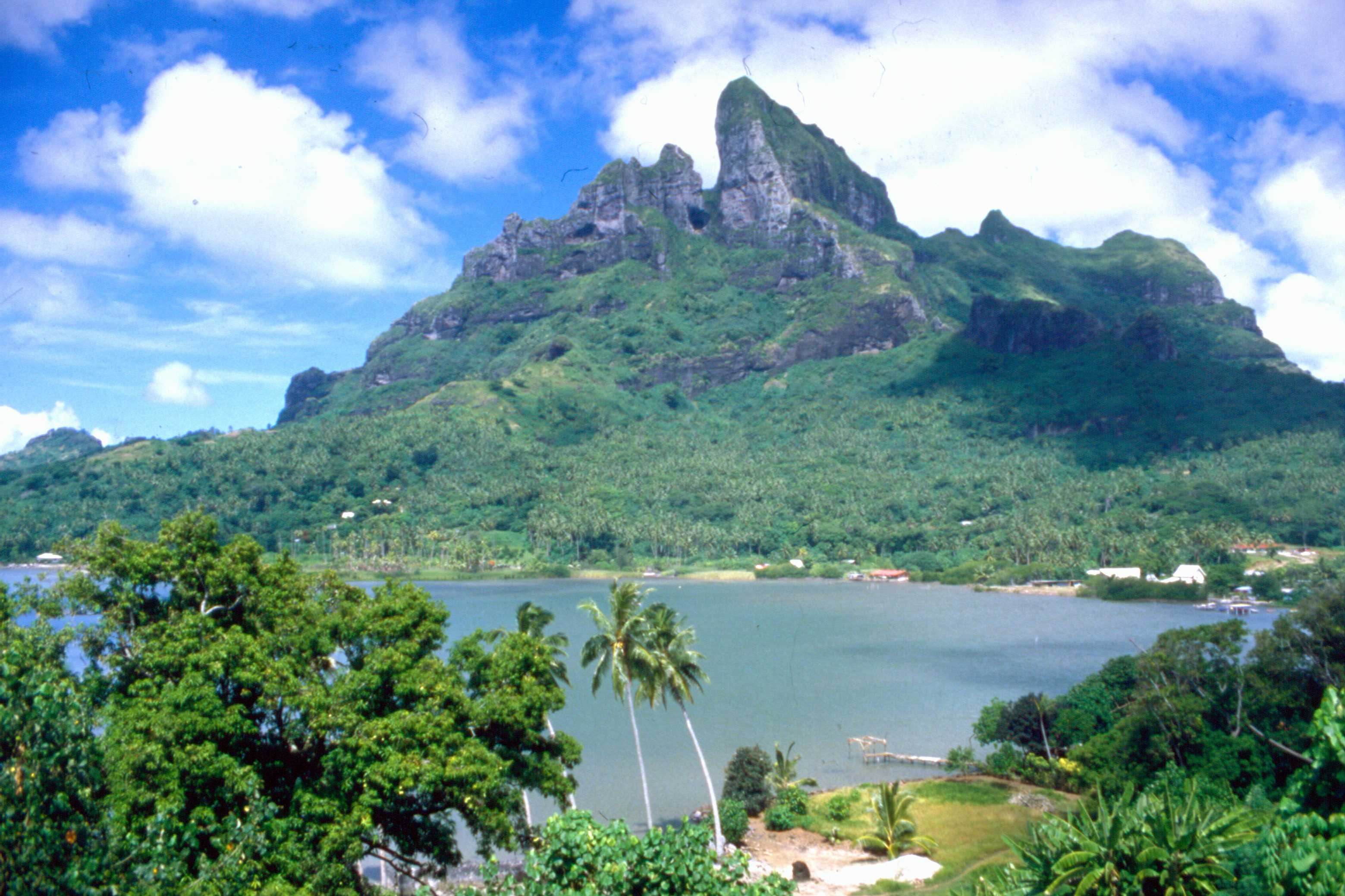
Bahía de Faannui, Bora Bora

Bora Bora tiene 42 días de tormentas al año, más de 4 meses de lluvias al año y 56 días de vientos secos.

### Flora
En las regiones de las tierras bajas, relativamente densamente pobladas y utilizadas de forma intensiva para un atolón polinesio, apenas quedan restos de la vegetación original. En cambio, la flora de las montañas altas y escarpadas, de difícil acceso, sigue siendo en gran medida virgen.
Las zonas de la playa trasera están bordeadas de Cordia subcordata e Hibiscus tiliaceus, de poca altura y con mucha vegetación. Una forma cultivada, el Hibiscus tiliaceus var. sterilis, con un tronco recto y una bonita corona redondeada, se planta a menudo como vegetación de carretera.
Hasta el pie de la escarpada región montañosa hay principalmente tierras cultivadas con plantaciones de cocoteros, árboles del pan, castaños de Tahití (Inocarpus fagifer), yuca (Manihot esculenta), frutas tropicales, así como plantaciones de orquídeas para la decoración de los hoteles turísticos. Las zonas abandonadas han sido conquistadas por las guayabas que crecen en exceso y el helecho Dicranopteris linearis. Las hendiduras y crestas de las montañas de la isla están cubiertas por restos aún poco alterados de la vegetación original de la isla. Entre ellos se encuentran arboledas de metrosideros, rodales de Wikstroemia coriácea, una especie de la familia de las daphne endémica de la Polinesia, y algunas especies de Glochidion. Las grietas húmedas y sombrías están densamente pobladas de helechos.

### Fauna
Varias especies endémicas o autóctonas de moluscos existían en gran número hasta hace relativamente poco tiempo. Sin embargo, tras la introducción en la isla de Lissachatina, Euglandina y varios platelmintos, éstos acabaron con las poblaciones de la especie endémica de partúlidos Partula lutea a finales de la década de 1990, Samoana attenuata (una especie que en su día era nativa de Bora Bora pero que posteriormente no se encontró en los estudios realizados en la isla), y Mautodontha boraborensis (una especie en peligro crítico de extinción a partir de 1996, pero muy probablemente extinta, ya que fue vista por última vez en la década de 1880). Las especies nativas y endémicas mencionadas anteriormente estaban restringidas en su mayoría a la selva virgen, y las únicas especies que siguen siendo comunes (quizás incluso existentes) son varios subulínidos y tornatélidos entre otros, incluyendo Orobophana pacifica (un helicínido).

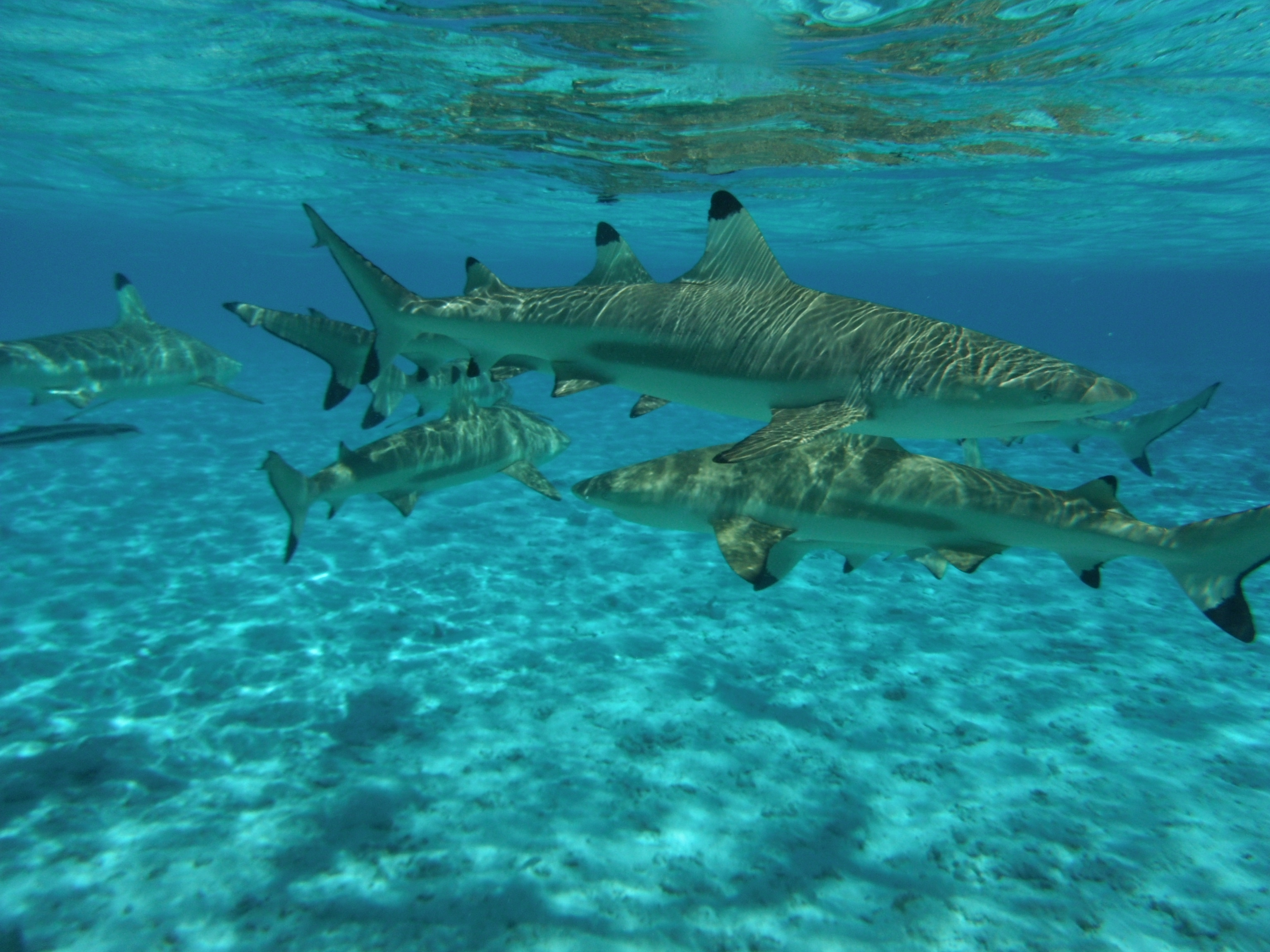
Tiburones Carcharhinus melanopterus.

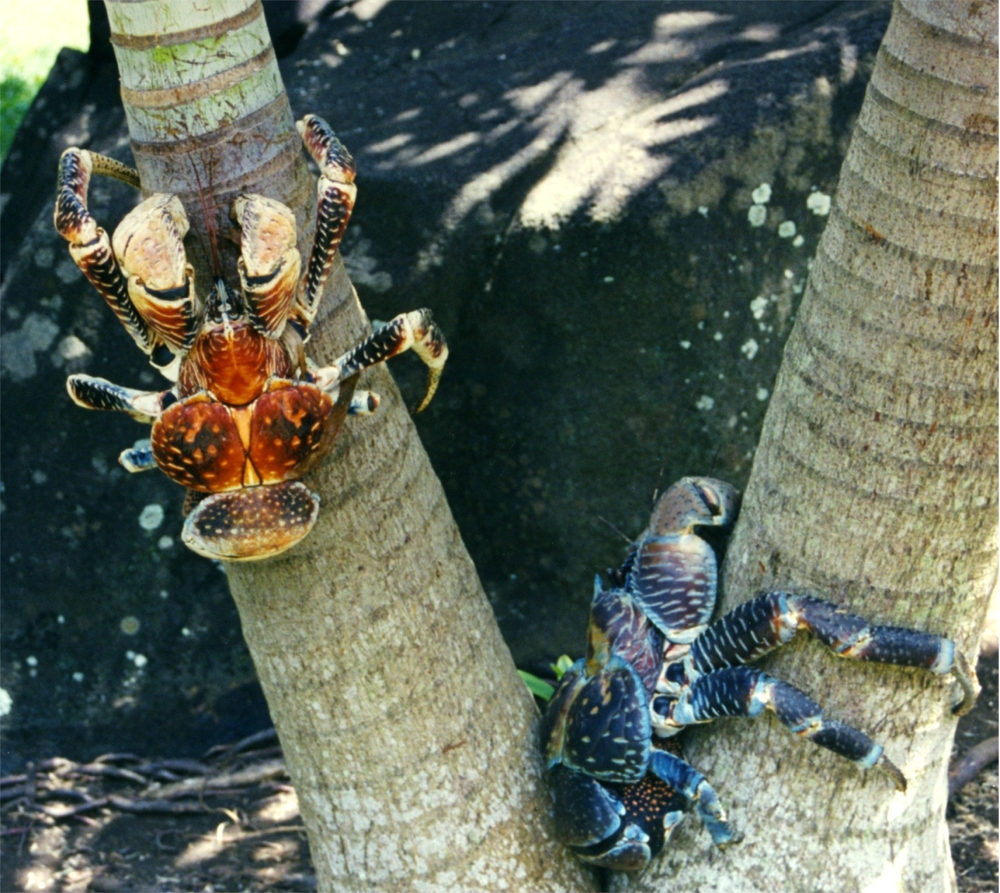
Cangrejos de los cocoteros.

Muchas especies de tiburones y rayas habitan en la franja de agua que rodea la isla. Hay operadores de buceo que ofrecen inmersiones para observar los peces y ver como se alimentan los tiburones. Además de los islotes existentes en Bora Bora, hay una zona nueva artificial en la esquina noreste de la laguna en la propiedad del St. Regis Resort.
Existe gran variedad de artrópodos en el atolón, como cangrejos de los cocoteros, cangrejos ermitaños, langostas, cangrejos terrestres, cangrejos azules, galeras, entre otros.

## Demografía
En 2012 la población era de 9858 habitantes que aumento hasta los 10.605 según estimaciones de 2017.

### Religión

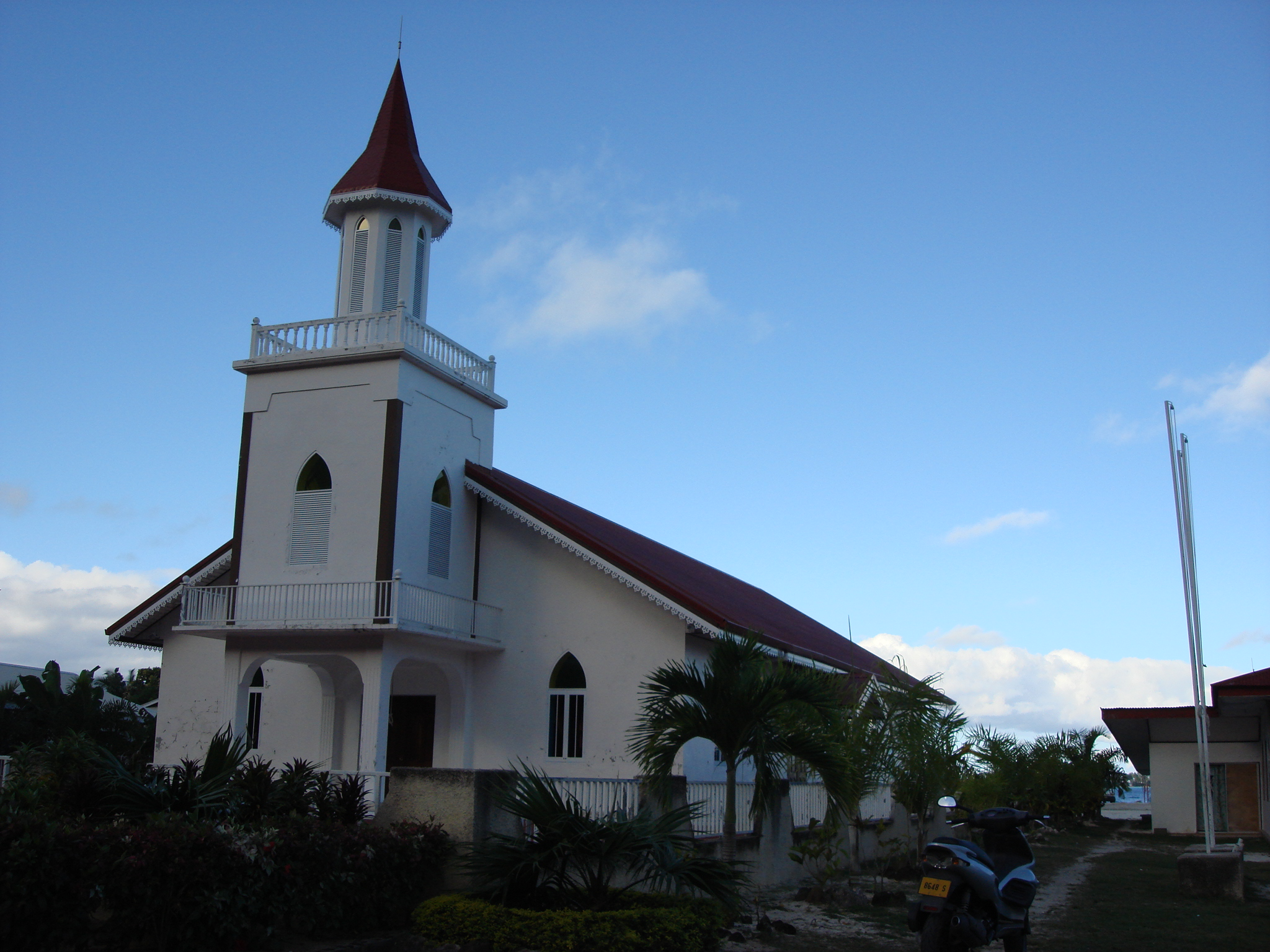
Iglesia en Anau, Bora Bora

El cristianismo es la religión dominante desde la llegada de los misioneros cristianos en el siglo XIX cuando se reemplazó a las antiguas creencias tradicionales que los europeos consideraron idolatría. Vaitape fue fundada por el misionero británico John Muggridge Orsmond (1788-1856) de la Sociedad Misionera de Londres, Él llegó a Bora Bora desde Tahití en 1824 y construyó primero una iglesia y luego un embarcadero, carreteras y casas, así como una escuela misionera  hecha con roca de coral. Este asentamiento, llamado "Beulah", se convirtió en lo que ahora es Vaitape.
Con el establecimiento del protectorado francés se reforzó la presencia de la Iglesia católica y en la actualidad esta administra una iglesia en la capital de la isla (Vaitape) llamada Iglesia de San Pedro Celestino (Église de Saint-Pierre-Célestin). Esta depende de la arquidiócesis metropolitana de Papeete con sede en Tahití.
Todavía hoy se conservan numerosas reliquias precristianas de los nativos polinesios de Bora Bora: Restos de 13 plataformas ceremoniales (marae) -antes había más de cuarenta- y muchos petroglifos, que, sin embargo, están en su mayoría ocultos en arbustos inaccesibles. El sitio ceremonial mejor conservado es el Marae Fare Opu en la bahía de Faʻanui, situado directamente en la playa. Hoy en día, la carretera  atraviesa la zona, por lo que se ha perdido la visión general del sitio, que es bastante grande. El emplazamiento consistía en una zona rectangular y nivelada, delimitada por piedras y una plataforma de piedra. La plataforma rectangular está delimitada por losas de piedra caliza de más de 1 m de altura y rellena de tierra. Dos de las losas del lado norte presentan tallas de piedra con motivos de tortugas.

### Idiomas
El francés como en el resto de Francia es el único idioma oficial y este junto con el tahitiano son las principales lenguas habladas por sus habitantes de forma común, sin embargo, las personas en contacto con los turistas en general tienen algún conocimiento básico de inglés. La mayoría de los visitantes a Bora Bora son estadounidenses, australianos, japoneses o europeos.

## Política y Gobierno
El Atolón es parte de Francia desde el siglo XIX, su capital de la isla es Vaitape. El atolón de Tupai, cercano e inhabitado, es una dependencia administrativa de Bora Bora. Bora Bora es un municipio también, que comprende la isla de Bora Bora, y el atolón de Tupai.  El alcalde de Bora Bora es Gaston Tong Sang desde el 9 de julio de 1989.
En la actualidad, Bora Bora forma parte políticamente de la Polinesia Francesa. La isla es un territorio francés de ultramar, pero no forma parte de la Unión Europea. Está administrada por una subdivisión (Subdivision administrative des Îles sous le Vent) del Alto Comisariado de la República en Polinesia Francesa (Haut-commissariat de la République en Polynésie française) con sede en Papeete. Bora Bora es uno de los siete municipios de la Subdivisión Administrativa de las Islas de Sotavento, que a su vez se subdivide en los tres submunicipios (Communes associées) Nunue, Faʻanui (más el atolón Tupai, más al norte) y Anau. La moneda es el franco CFP, que está vinculado al euro.

## Economía
Como la mayoría de las islas polinesias, Bora Bora basa su economía esencialmente en la pesca y el turismo. Los centros turísticos más importantes se encuentran en el motu y son frecuentados por miles de visitantes cada año. Por su belleza, Bora Bora es llamada la "perla del Pacífico".

### Turismo

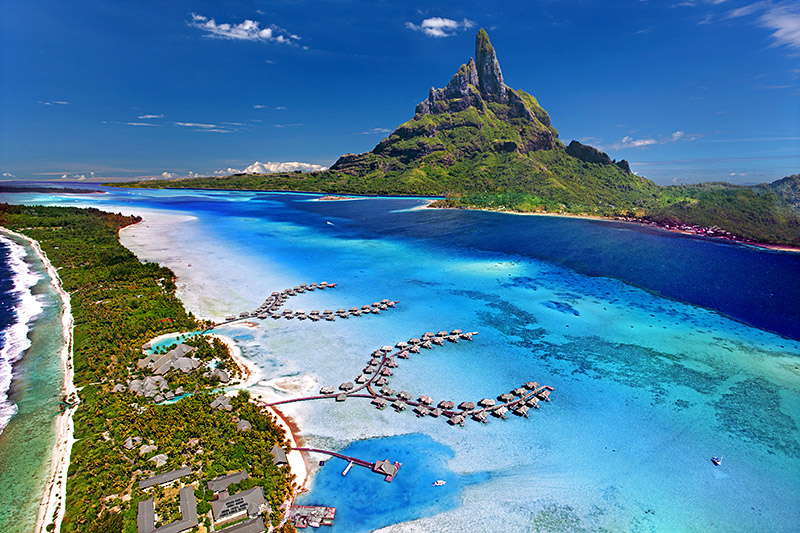
Instalaciones turísticas en Bora Bora

Hoy en día la isla es casi totalmente dependiente del turismo. En los últimos años varios centros turísticos se han construido en los islotes del arrecife (motu) que rodea la laguna. En los años 80, el Hotel Bora Bora construyó los primeros over-the-water («sobre el agua»), casitas sobre pilotes en la laguna y en la actualidad este tipo de edificaciones es una característica estándar en la mayoría de los complejos de Bora Bora. La calidad de las casitas oscila de comparativamente baratos, con las condiciones básicas de alojamiento a lugares muy lujosos.
La mayoría de los destinos turísticos son aquacéntricos, sin embargo, es posible visitar otras atracciones, como algunos cañones de la Segunda Guerra Mundial. Air Tahiti tiene cinco o seis vuelos diarios al aeropuerto de Bora Bora Motu Mute en Tahití (así como a otras islas).
Llamada «la perla del Pacífico», es una de las islas que más se visitan en la Polinesia Francesa. Es también considerada como una de las 10 islas más bonitas del mundo. Cada año, Bora Bora ve desembarcar a aproximadamente 20 000 turistas. Una presión que la isla parece controlar puesto que, en París en noviembre de 2007, recibió el premio de «Marianne d'Or», recompensando su acción en la protección del medio ambiente. 
Bora Bora fue distinguida en 2012 y 2013 por la bandera azul de Europa por quinto año consecutivo gracias a sus esfuerzos en cuanto a gestión del agua (desalación del agua, saneamiento colectivo de las aguas residuales de los hoteles y particulares) y conservación del medio ambiente. Se creó un centro de observación de la vida marina orientado a las tortugas en 2011.
Bora Bora es tan famosa como lo es Tahití. La isla es el símbolo del turismo polinesio y su notoriedad irradia a través de los continentes. Para muchos, es la encarnación del paraíso terrenal haciendo de ella un destino predilecto para las lunas de miel.

El nivel de precios es exorbitantemente alto, Bora Bora es uno de los destinos más caros del mundo con precios diarios de tres dígitos. Varios hoteles de lujo están situados en los lechos del arrecife y ofrecen los llamados búngalos sobre el agua, construidos sobre pilotes en la laguna.

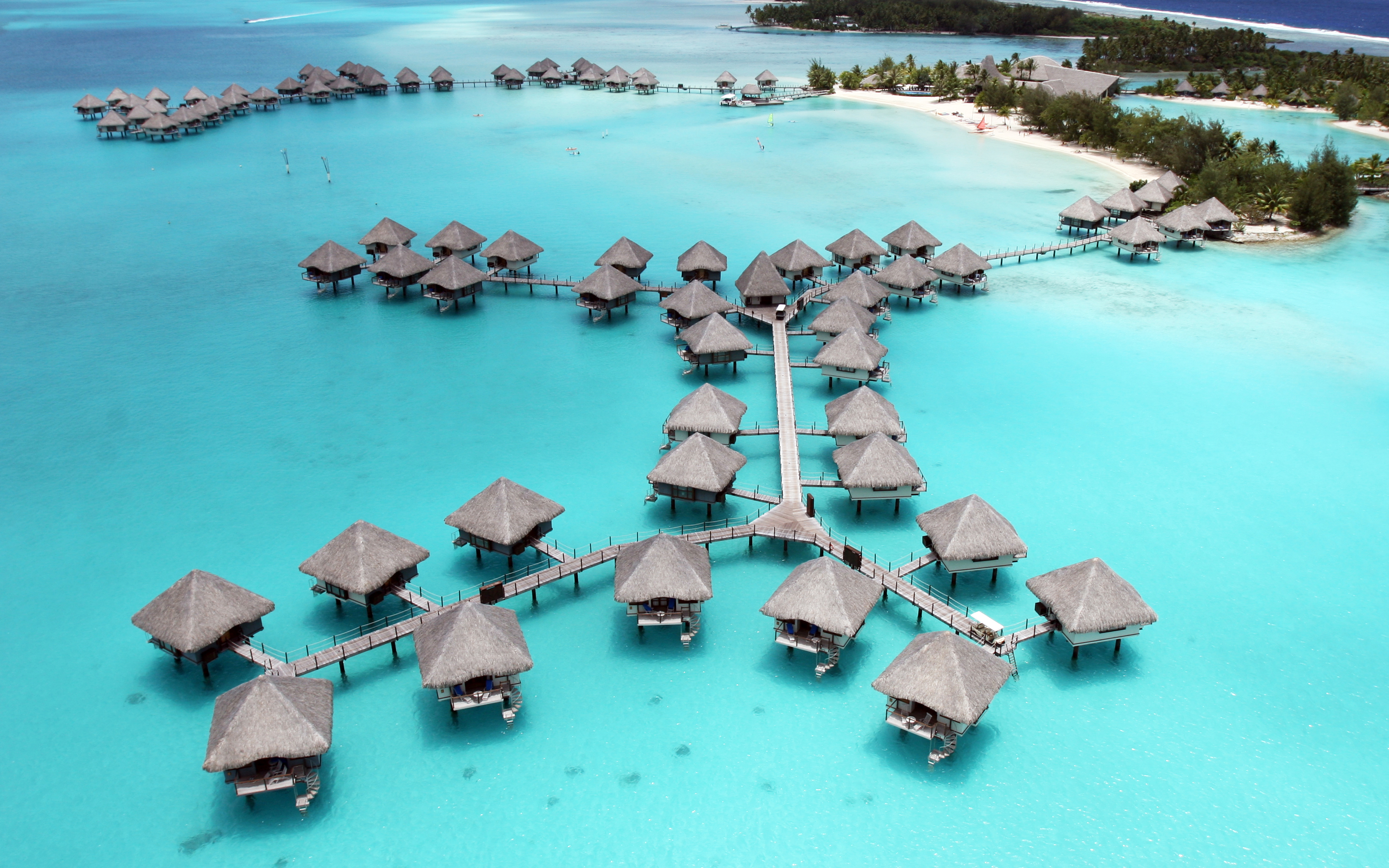
Le Meridien, Bora Bora

A través de una mesa de cristal, se pueden observar los coloridos peces de coral durante el desayuno, que se lleva en canoas con balancín. En la actualidad, Bora Bora es visitada con frecuencia por los cruceros, a menudo como parte de su vuelta al mundo. Los barcos suelen fondear en aguas profundas frente a Vaitape porque el pequeño muelle del puerto no es adecuado para ello. Los pasajeros son llevados a tierra y animan la vida de la isla, por lo demás tranquila, durante unas horas.

#### Lugares de interés
La principal atracción de Bora Bora es la laguna con su mundo submarino aún intacto. En barco con fondo de cristal, buceando y haciendo snorkel, podrá explorar el arrecife con miles de coloridos peces de coral. En la profunda laguna hay barracudas y tiburones a los que se puede dar de comer durante las excursiones de buceo guiadas. Una atracción mundialmente conocida para los buceadores es el "Estrecho de las rayas", una zona de la laguna donde se encuentran varias especies de rayas en grandes bancos, entre ellas numerosas mantas y rayas leopardo.
Algunas partes del interior de la isla pueden explorarse en safaris en jeep. Sin embargo, la belleza natural de la isla se explora mejor a pie. Se pueden hacer varias excursiones desde Vaitape, pero conviene confiar en un guía para no perder la orientación. La caminata hasta la cima del monte Pahia, desde donde, según la leyenda, descendió el dios de la guerra Oro en un arco iris, conduce a través de huertos, bosques, campos de orquídeas y grietas cubiertas de helechos. También se puede subir al monte Otemanu, que ofrece una hermosa vista panorámica del atolón. Debajo de la cima hay una amplia gruta donde anidan numerosas fragatas.
Merece la pena ver los restos de lo que fueron más de 40 marae (plataformas ceremoniales). Los mejor conservados son el Marae Fare Opu, en la bahía de Faanui, y el Marae Aehau-tai o Temaruteaoa, en el extremo oriental de la bahía de Vairau. Otro gran sitio ceremonial aborigen es el Marae Marotitini, en el norte de la isla principal, justo en la playa. La plataforma de piedra del complejo tenía originalmente 42 m de longitud y fue restaurada en 1968 por el arqueólogo japonés Yoshihiko Sinoto. En la zona del complejo se encontraron dos tumbas de caja de piedra de la familia real.
Las playas más bonitas (y también los numerosos hoteles) se encuentran en las dos grandes bahías entre Pointe Paopao y Pointe Matira, en el suroeste de la isla, así como en los Motus de enfrente. A unos cinco kilómetros al sur de Vaitape, directamente en la carretera principal, se encuentra el Bloody Mary's, un bar y restaurante de fama mundial con su propio embarcadero para yates, que frecuentan muchos invitados destacados. En las dos placas de madera de la entrada figuran 230 nombres, entre ellos Marlon Brando, Jane Fonda y Diana Ross.

## Transporte
El alquiler de vehículos y las bicicletas son el sistema recomendado para el transporte. También hay visitas en helicóptero, y alquiler de vehículos todoterreno o catamaranes en Vaitape. El snorkeling y el buceo en los alrededores de la laguna de Bora Bora son actividades populares. 
En la isla principal, un autobús público (Le Truck) recorre la isla en aproximadamente una hora por la carretera de circunvalación. Las paradas no son necesarias, el autobús se detiene donde los pasajeros quieren. Sin embargo, los medios de transporte preferidos por los turistas son la bicicleta y el ciclomotor o la moto y el servicio de transporte que ofrecen algunos hoteles. En Vaitape se pueden alquilar pequeños coches eléctricos. Hay un helicóptero privado estacionado en la isla, que se utiliza para vuelos turísticos.

## Deporte
En el plano deportivo, Bora Bora es, junto con las vecinas Huahine, Raiatea y Tahaa, una de las cuatro islas entre las que se celebra la Hawaiki Nui Va'a, una competición internacional de canoas (va'a) polinesias.